# Hundertwasserhaus
Pour la Hundertwasserhaus de Magdebourg, voir Citadelle verte.

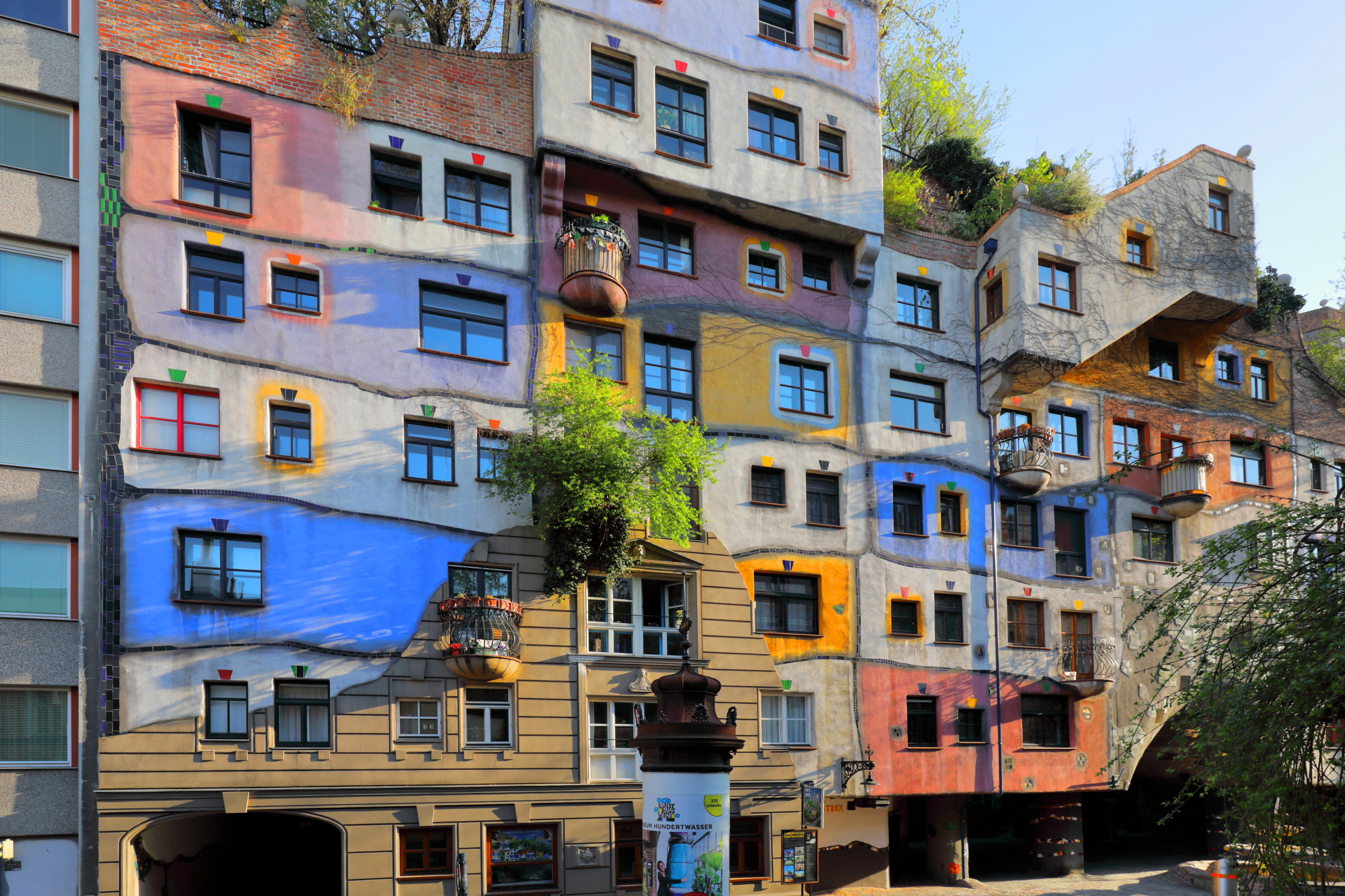
Vue sur la Hundertwasserhaus à Vienne, Autriche

La Hundertwasserhaus est un immeuble viennois de conception inhabituelle. Il est situé au 34-38 de la Kegelgasse, dans le 3e arrondissement (Landstraße) de Vienne. Il a été construit entre 1983 et 1985 par la commune de Vienne.

## Description
Cet immeuble coloré et de conception inhabituelle a été conçu par Friedensreich Hundertwasser, et les plans dessinés par l'architecte et professeur d'université Joseph Krawina. Ses planchers sont irréguliers et le bâtiment est agrémenté d'une végétation luxuriante (253 arbres et arbustes). Il ne correspond pas aux normes usuelles de l'architecture scolastique, mais constitue un voyage dans le domaine de l'architecture créative. Hundertwasser s'est inspiré des œuvres d'Antoni Gaudi, du Facteur Cheval (« Palais idéal »), Simon Rodia (Watts Towers), mais également des jardins ouvriers et des livres de contes. Cette maison héberge 52 logements et 4 cafés-restaurants, ainsi que 16 terrasses privées et 3 terrasses communes sur son toit.
En 2010, la Hundertwasserhaus est l'un des bâtiments les plus visités d'Autriche. Des projets de bâtiments d'inspiration semblable ont été réalisés en collaboration entre Hundertwasser et les architectes Peter Pelikan et Heinz M. Springmann, notamment à Bad Soden am Taunus, Darmstadt (la Waldspirale), Francfort-sur-le-Main, Magdebourg, Osaka, Plochingen, Wittenberg et le village thermal de Blumau (dans le district de Hartberg-Fürstenfeld). 
Hundertwasser disait : « Un peintre rêve de maisons et d'une belle architecture au travers desquelles l'Homme est libre et ce rêve devient réalité ».
Après l'inauguration, la mise en pratique de ces idées s'est avérée inaboutie. Les briques utilisées pour la décoration des murs se révélèrent trop tendres, et le choix d'utiliser des plantes aux racines profondes entraîna d'importants surcoûts (en particulier du fait que le maître d'œuvre changea les emplacements prévus durant la phase de construction), de même les surfaces vitrées ne peuvent être nettoyées que de nuit aux moyens d'une fermeture de la route à la circulation et de l'utilisation d'un pont élévateur.
L'architecture désinvolte de Hundertwasser vise à rappeler un mirage.

## Galerie de photographies

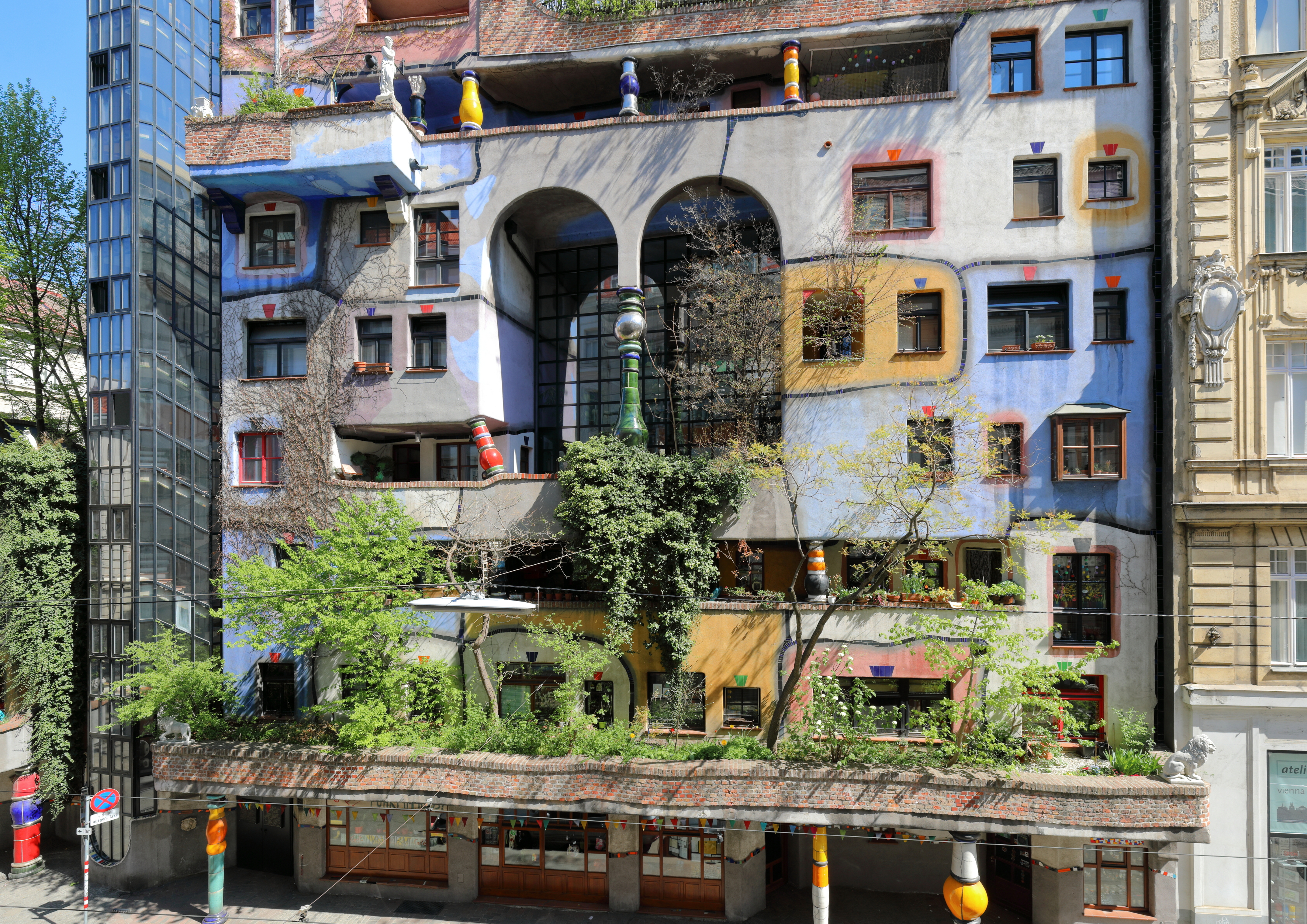
Vue sur la Hundertwasser
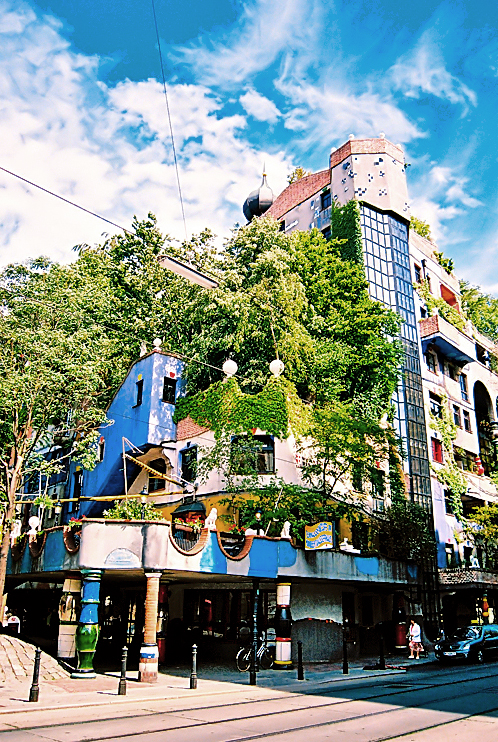
Vue sur la Hundertwasser
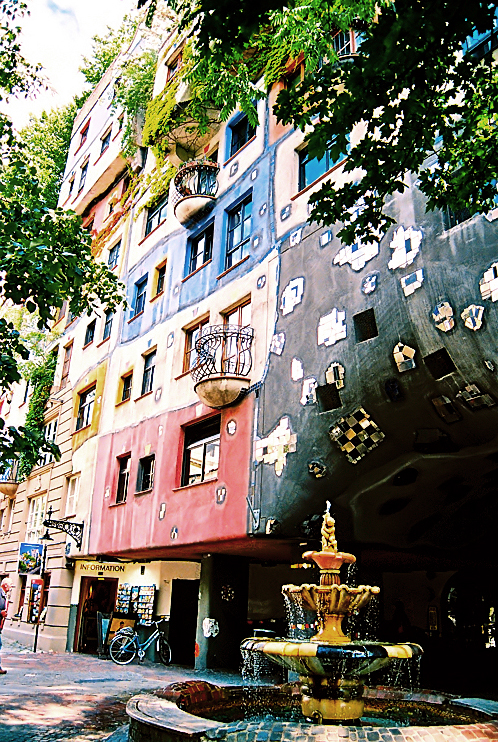
Vue sur la Hundertwasser
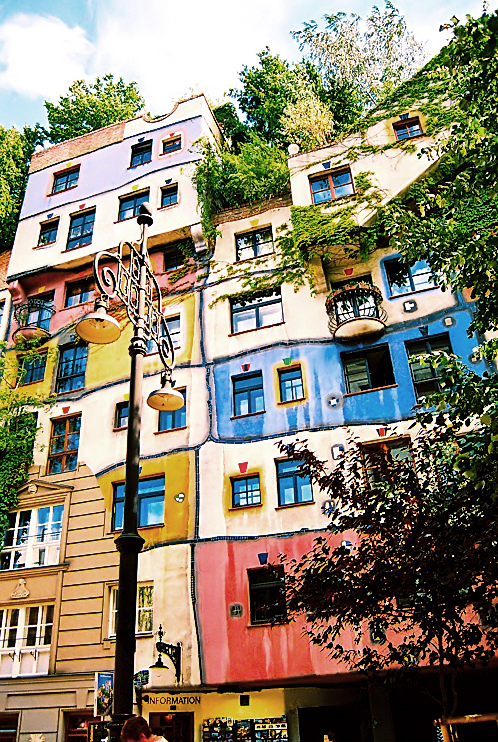
Vue sur la Hundertwasser